# Navalmoral de la Mata
Navalmoral de la Mata é um município da Espanha na comarca de Campo Arañuelo, província de Cáceres, comunidade autónoma da Estremadura. Tem 156 km² de área e em 2021 tinha 17 010 habitantes (densidade: 109 hab./km²). Faz parte da Mancomunidade de Campo Arañuelo.

## Demografia
| Variação demográfica do município entre 1991 e 2004 [carece de fontes?] | Variação demográfica do município entre 1991 e 2004 [carece de fontes?] | Variação demográfica do município entre 1991 e 2004 [carece de fontes?] | Variação demográfica do município entre 1991 e 2004 [carece de fontes?] |
| ----------------------------------------------------------------------- | ----------------------------------------------------------------------- | ----------------------------------------------------------------------- | ----------------------------------------------------------------------- |
| 1991                                                                    | 1996                                                                    | 2001                                                                    | 2004                                                                    |
| 15089                                                                   | 15819                                                                   | 15237                                                                   | 16856                                                                   |